# Tribolonotus brongersmai
Tribolonotus brongersmai är en ödleart som beskrevs av  Harold Cogger 1973. Tribolonotus brongersmai ingår i släktet Tribolonotus och familjen skinkar. Inga underarter finns listade i Catalogue of Life. Artepitetet i det vetenskapliga namnet hedrar Leo Daniel Brongersma.
Arten förekommer på Amiralitetsöarna i Bismarckarkipelagen. Honor lägger ägg. Exemplar hittades i kulliga regioner i kokosodlingar. Undervegetationen utgjordes av tjockt gräs. På samma plats hittades flera andra ödlor och groddjur.
Kanske påverkas beståndet av landskapsförändringar. IUCN listar arten med kunskapsbrist (DD).